# Seu de l'Editorial Gustavo Gili
La seu de l'Editorial Gustavo Gili és un edifici situat a l'interior d'una illa de cases de l'Eixample, amb entrada des del carrer del Rosselló 87-89, catalogat com a bé cultural d'interès local. Projectat pels arquitectes Joaquim Gili i Francesc Bassó, i inaugurat l'any 1960, és considerat un dels millors representants de l'arquitectura catalana de la segona meitat del segle xx.

## Història
Va ser construït entre 1954 i 1960 pels arquitectes Joaquim Gili, net del fundador de l’editorial, i Francesc Bassó, pertanyents al Grup R. És destacable com van fugir de la tipologia existent d'aquest tipus d'edificis i proposaren un exemple totalment innovador, amb la utilització de materials com el formigó armat, emmirallant-se amb les obres de la Bauhaus, Le Corbusier, Mies van Der Rohe o Frank Lloyd Wright. La seva valentia estètica li va permetre guanyar el premi FAD d'Arquitectura l'any 1961.
Des del novembre del 2013, l'edifici forma part de l'inventari de la Documentation and Conservation of Buildings, Sites and Neighbourhoods of the Modern Movement (DOCOMOMO), com a reconeixement a la seva importància dins del patrimoni arquitectònic del Moviment Modern.
El 2016, l'editorial va traslladar les seves oficines a la Casa Heribert Salas (Via Laietana, 47). El 2021, l'Ajuntament de Barcelona va anunciar un acord per adquirir l'edifici, amb la intenció que esdevingui un equipament cultural i educatiu de referència de la ciutat.

## Descripció
L'edifici és format per tres cossos al voltant d'un pati central que distribueix les funcions i assegura una bona il·luminació i representativitat al conjunt. Aquests tres cossos s'arrapen a les mitgeres existents o se separen creant uns patis de gran qualitat espacial malgrat la seva mida reduïda.
Consta d'una planta soterrada, on s'ubicava el magatzem i els molls de càrrega i descàrrega accessibles directament per camions, i de dues plantes on se situava la resta del programa.
El vestíbul es defineix com un espai a doble alçada al que hi dona l'altell superior, ocupat per un espai de treball obert sense divisòries. El perímetre ondulat d'aquest altell és característic de la influència que l’arquitectura d'Alvar Aalto va tenir sobre els arquitectes catalans del moment. L'estructura d'aquest espai es defineix com un protagonista principal de l'espai, molt a la manera d'altres edificis representatius de l'època, com el vestíbul de l'edifici del Col·legi d'Arquitectes de Catalunya a Barcelona. La façana d'aquest cos d'accés, orientada a nord-est, es defineix pels seus grans elements verticals de protecció solar, rere els quals hi ha un gran finestral amb fusteria d’acer de mínima dimensió.
És molt destacable la integració total dels elements secundaris d'aquest edifici, com ara les particions, mobiliari o fusteries, en l'esquema formal general, resultant en una obra coherent molt representativa del moment de la seva construcció i de molt valor arquitectònic. L'arquitectura de la seu de l'editorial Gustavo Gili, una de les principals editorials europees de llibres d’arquitectura i d'art, reproduïa els valors de l'empresa apostant per una arquitectura innovadora.

## Galeria

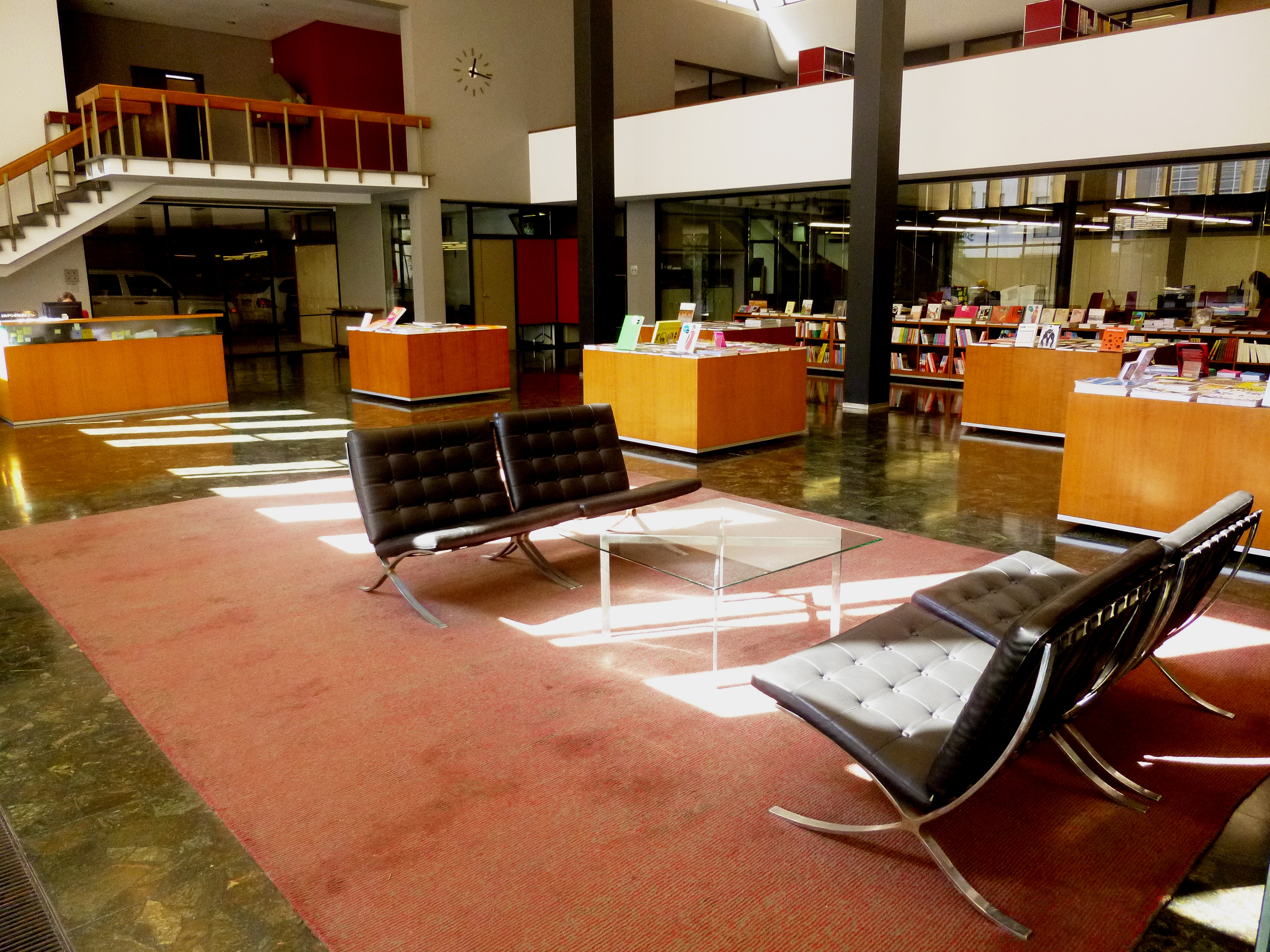
Entrada
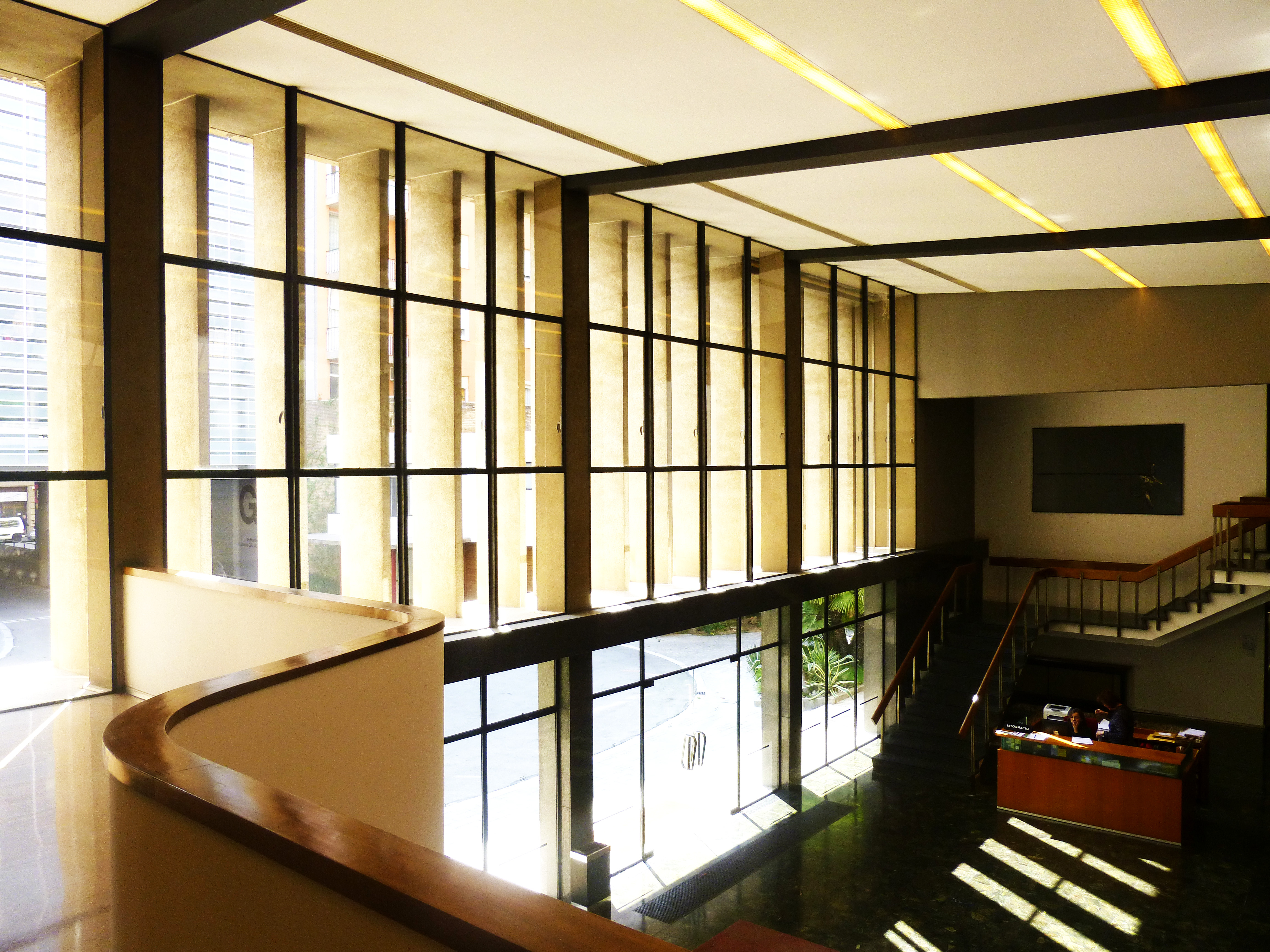
Entrada de l'editorial des de la primera planta
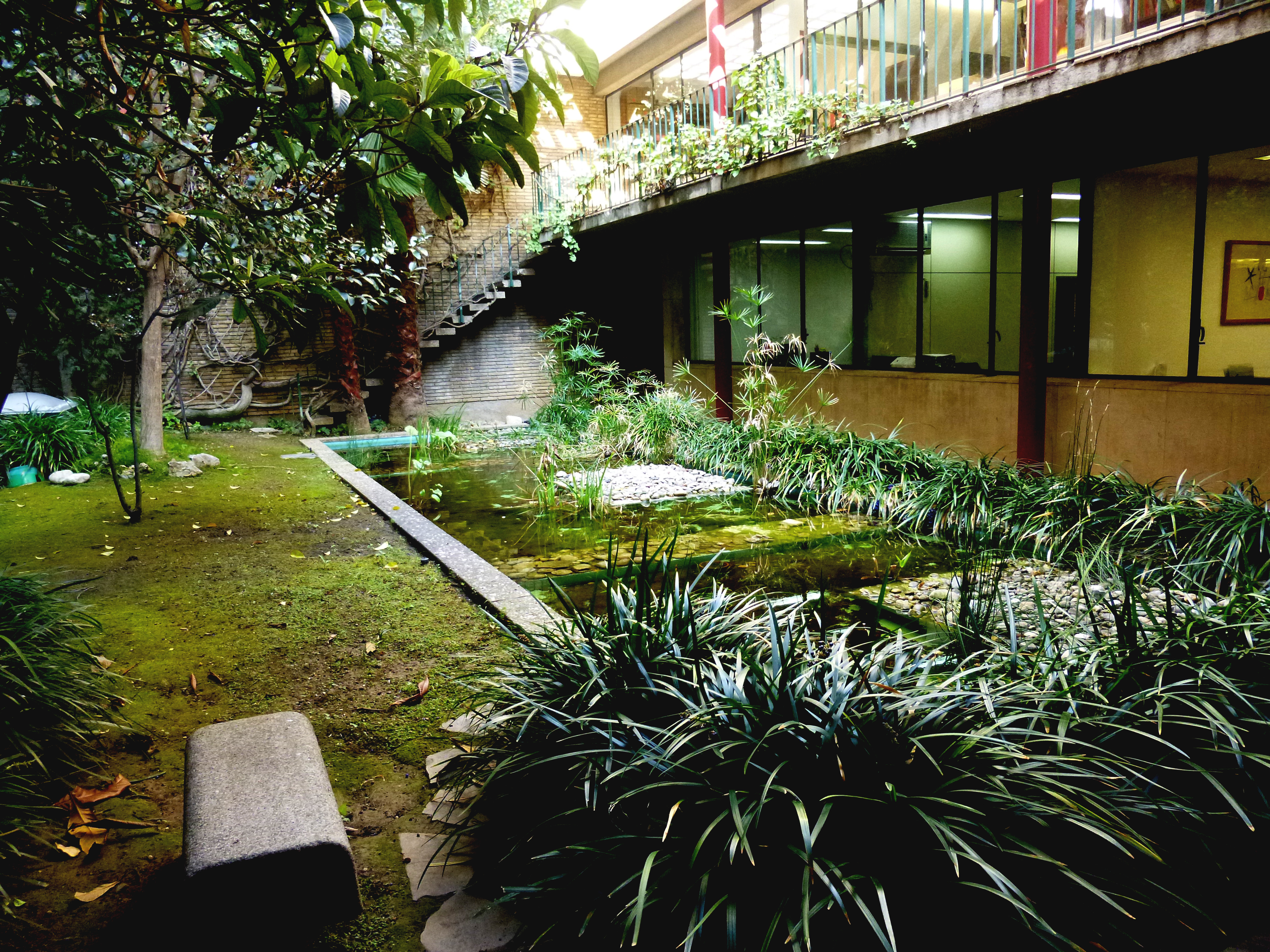
Pati
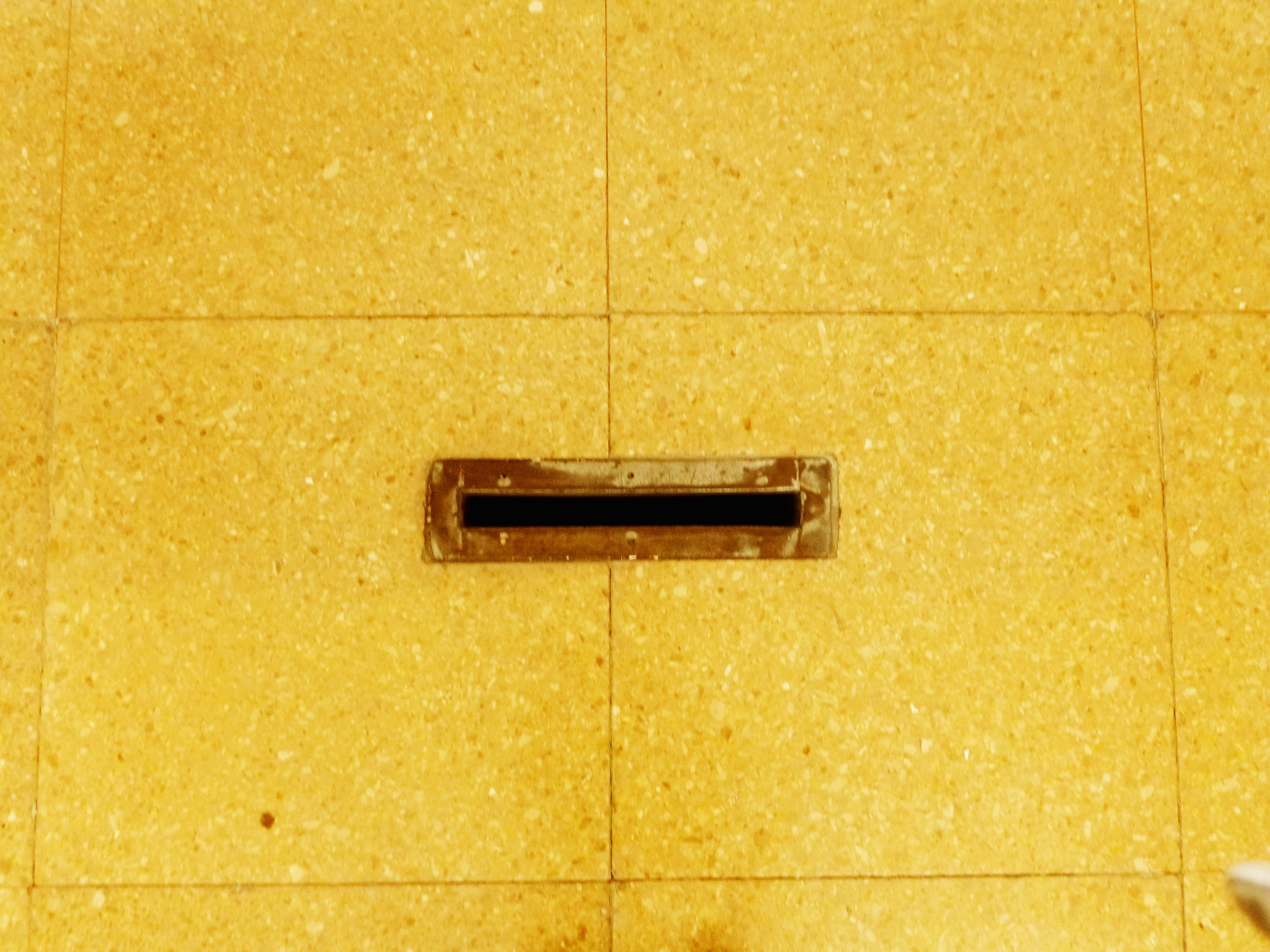
Buit per on es tiraven antigament els sobres
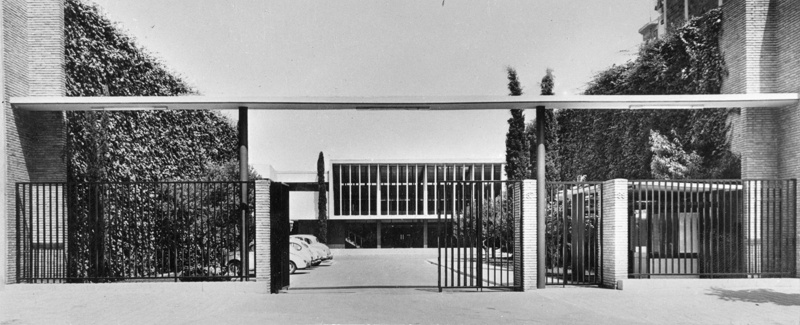
Accés original, actualment ocupat per una edificació palafítica que manté la visió interior des del carrer del Rosselló. Fons Català-Roca, Arxiu Històric del COAC.
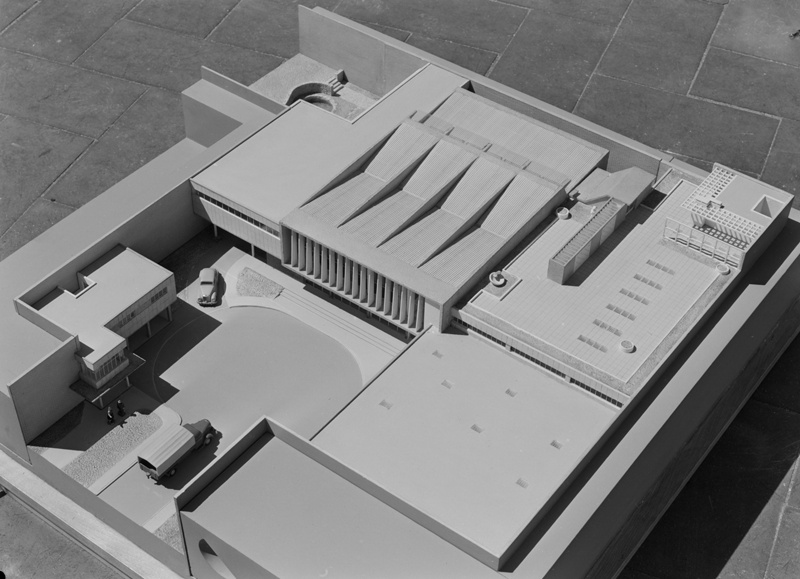
Maqueta del projecte, vista d'est a oest, amb l'accés al carrer Rosselló a baix a l'esquerra. Fons Català-Roca, Arxiu Històric del COAC.
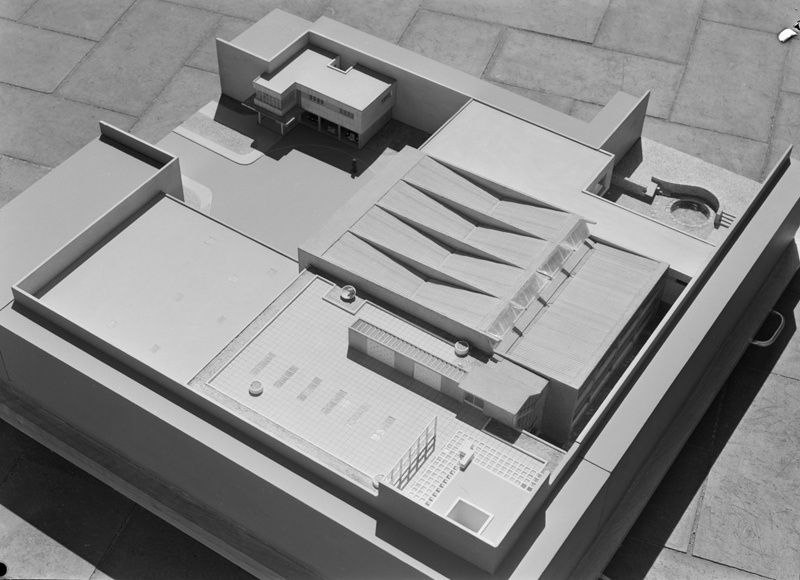
Maqueta del projecte, vista de nord a sud. Fons Català-Roca, Arxiu Històric del COAC.
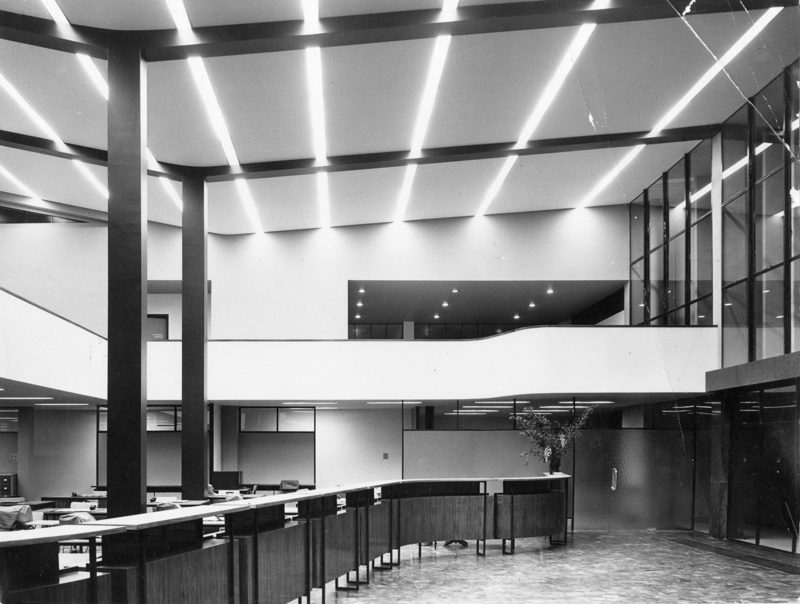
Vestíbul. Fons Català-Roca, Arxiu Històric del COAC.
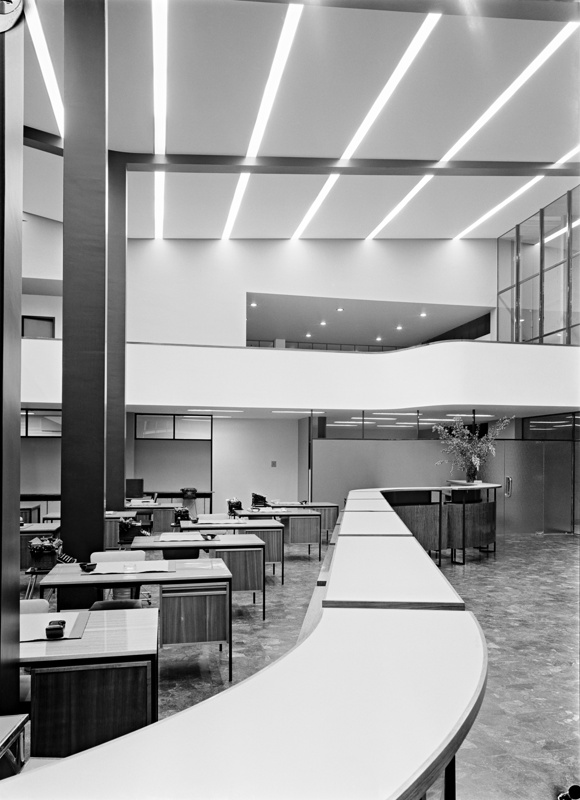
Vestíbul. Fons Català-Roca, Arxiu Històric del COAC.
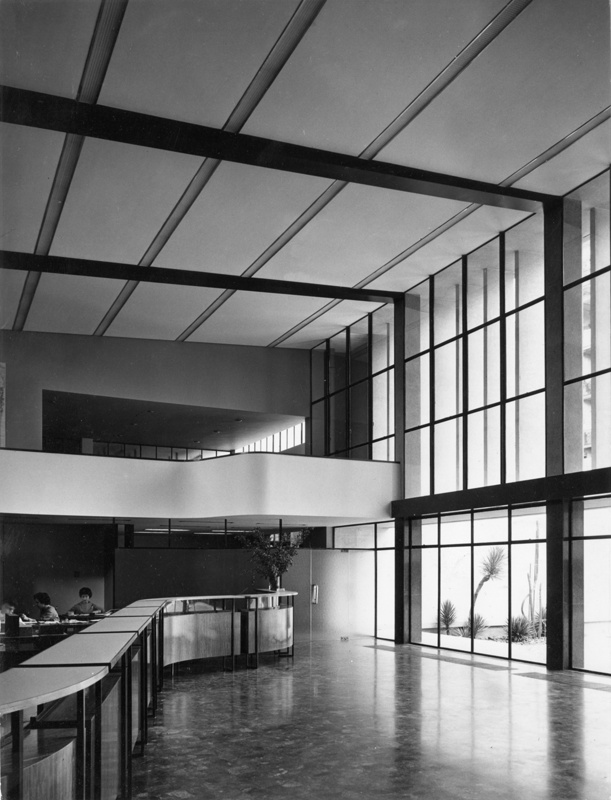
Vestíbul. Fons Català-Roca, Arxiu Històric del COAC.
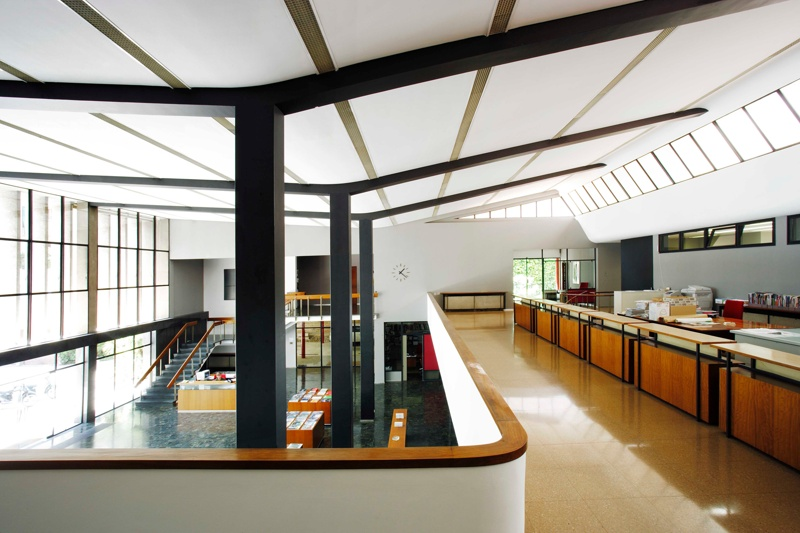
Altell sobre el vestíbul. Fons Català-Roca, Arxiu Històric del COAC.
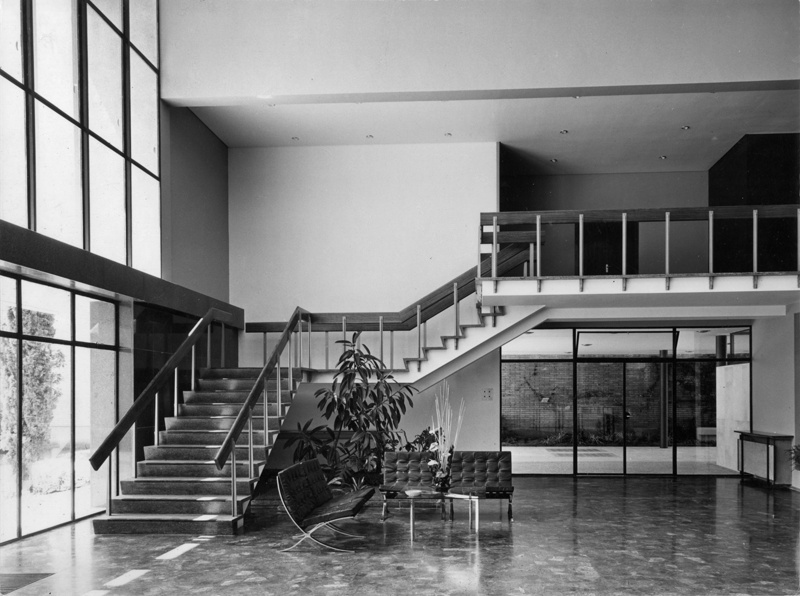
Escala de pujada a l'altell des del vestíbul. Fons Català-Roca, Arxiu Històric del COAC.
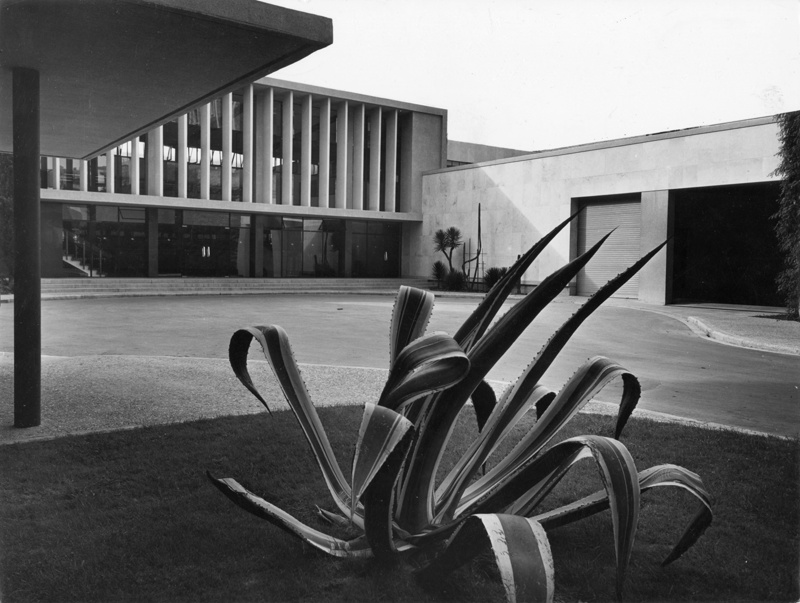
Pati central. Fons Català-Roca, Arxiu Històric del COAC.
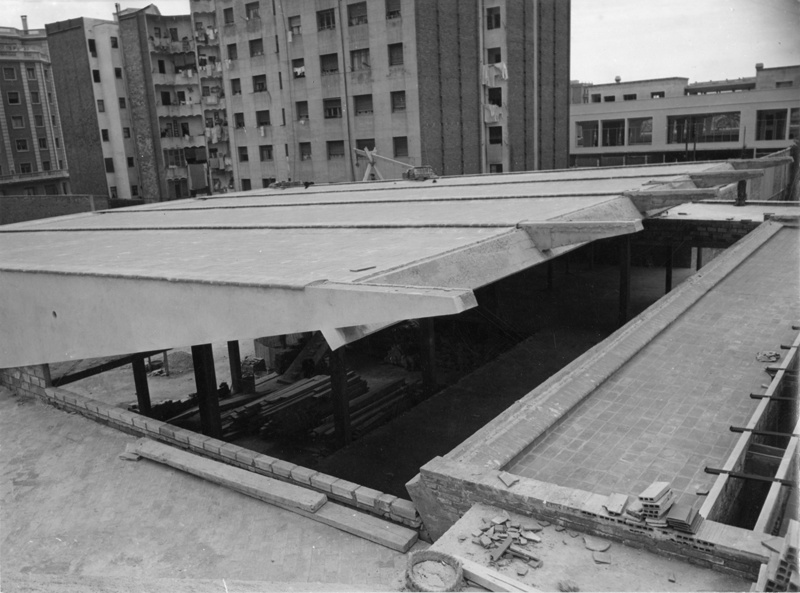
Lluerna a la coberta . Fons Català-Roca, Arxiu Històric del COAC.
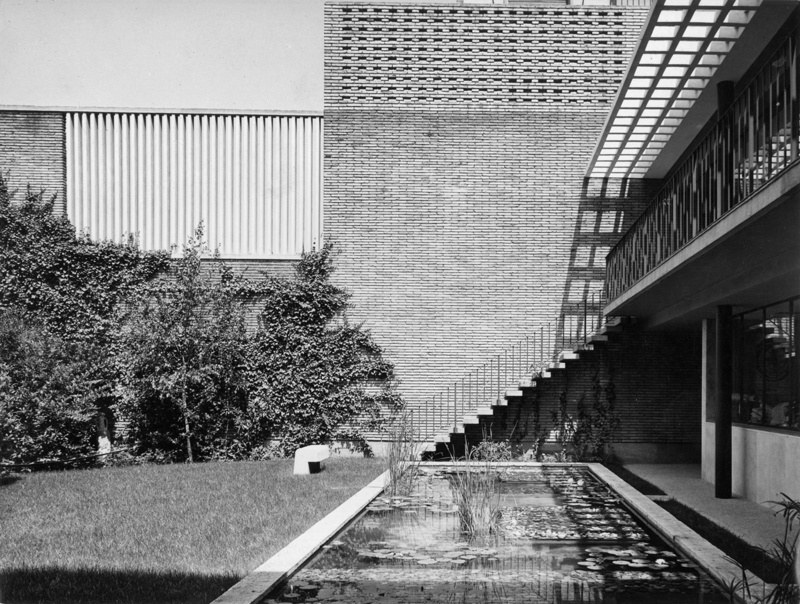
Pati lateral. Fons Català-Roca, Arxiu Històric del COAC.
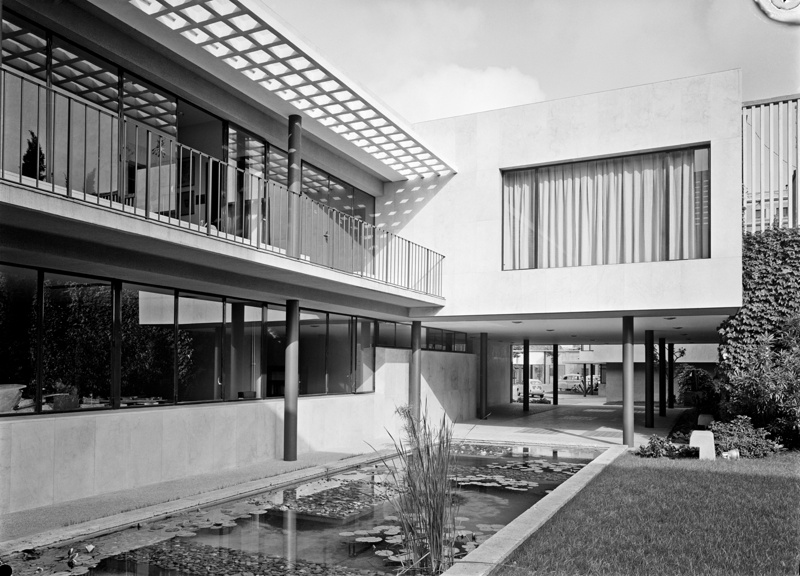
Pati lateral. Fons Català-Roca, Arxiu Històric del COAC.
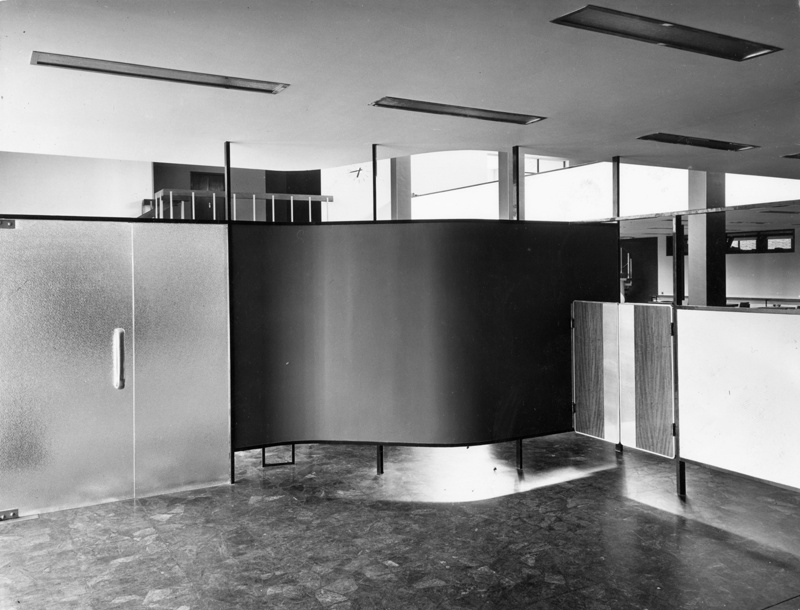
Vestíbul. Fons Català-Roca, Arxiu Històric del COAC.